# Rumanová
Rumanová (Hongaars: Románfalva) is een Slowaakse gemeente in de regio Nitra, en maakt deel uit van het district Nitra.
Rumanová telt 815 inwoners.